# Джерард Батлер
Джерард Батлер (англ. Gerard Butler; нар. 13 листопада 1969, Пейслі, Шотландія) — шотландський кіноактор, продюсер і співак. Як кіноактор найбільше відомий своєю грою у фільмах «Привид опери», «Гола правда», «300 спартанців» і «Рок-н-рольник».

## Біографія

### Дитинство
Джерард — молодший із трьох дітей у родині. Його батьки, Маргарет та Едвард Батлери, через 6 місяців після народження Джеррі переїхали до Канади, де в Монреалі намагалися створити власний бізнес. Проте справи не склалися і їхні шляхи розійшлися. Мати, забравши дітей із собою, повернулася до свого рідного міста — Пейслі в Шотландії, де невдовзі вдруге одружилася. Тут, у Пейслі, і виховувався майбутній актор разом зі своїми братом і сестрою у суворих католицьких традиціях. Контактів із батьком хлопчик не підтримував — лише бачив його в 4 роки і наступного разу аж у 16, після чого стосунки з батьком покращилися.

### Навчання
Джерард зростав неподалік від місцевого кінотеатру, куди часто ходив із матір'ю. Театральне мистецтво йому ще тоді припало до смаку, і в школі він хоч і був найкращим учнем, але не відмовлявся брати участь у різноманітних аматорських постановках, а згодом навіть виступав на сцені шотландського молодіжного театру та зіграв Олівера в Королівському театрі у Глазго. Після закінчення школи Джерард вступив на юридичний факультет університету у Глазго, де завдяки своїй харизмі, сильним особистим та соціальним навичкам став президентом університетської юридичної спільноти. Здобувши освіту, Батлер не довго пропрацював адвокатом — у Канаді помирав від раку його батько, тому Джерард поїхав провести його в останню путь, після чого повернувся на батьківщину.
Через кілька років Батлер облишив юридичну кар'єру і переїхав до Лондона, де почав виступати як театральний актор. Незабаром його було запрошено на одну з головних ролей у відомій виставі «На голці» (Trainspotting), шанувальником якої він був раніше.

### У кіно
Кінодебют Батлера відбувся 1997 року у фільмі «Місіс Браун» (Mrs. Brown) із Джуді Денч та Біллі Конноллі. Того ж року актор зіграв епізодичну роль у фільмі Бондіани «Завтра не помре ніколи».
Популярність Джерарду принесла роль вождя гунів Аттіли в однойменному історичному телефільмі. У цій ролі Батлеру довелося вперше проявити себе як актора бойовика, беручи участь у батальних сценах. Після успіху «Аттіли», Батлер почав отримувати запрошення на ролі у великих проектах. Зокрема, він знявся у другій частині кіносерії про Лару Крофт і в бойовику «Влада вогню».
Одну з найвідоміших ролей Джерард зіграв 2004 року у фільмі «Привид Опери» Джоеля Шумахера, екранізації однойменного мюзиклу Ендрю Ллойда Веббера, що здобула понад десяток нагород, зокрема три номінації на «Оскар». Роль Привида, прихованого під маскою, принесла акторові світову популярність. Вокальні партії Привида Батлер виконував самотужки, як і інші актори.
Наступні кілька років Батлер грав у колишньому амплуа стародавнього воїна. Роль Беовульфа у фентезі-фільмі «Беовульф і Грендель», була однією з них, однак фільм не здобув гучного успіху.
Нову популярність Джерарду принесла роль спартанського царя Леоніда в епічному бойовику «300 спартанців» Зака Снайдера за коміксом Френка Міллера. Для цієї ролі Батлер набрав ваги і був сильно загримований. Його образ царя Леоніда активно використовувався у рекламній кампанії фільму, на постерах та обкладинках DVD.

## Фільмографія

### Актор
Кінофільми
| Рік  |    | Українська назва                               | Оригінальна назва                          | Роль                                      |
| ---- | -- | ---------------------------------------------- | ------------------------------------------ | ----------------------------------------- |
| 1997 | ф  | Місіс Браун                                    | Mrs Brown                                  | Арчі Браун                                |
| 1997 | ф  | Завтра не помре ніколи                         | Tomorrow Never Dies                        | старший матрос                            |
| 1998 | ф  | Фаст-фуд                                       | Fast Food                                  | Джеко                                     |
| 1998 | ф  | Мумія: Принц Єгипту                            | Tale of the Mummy                          | Берк                                      |
| 1999 | ф  | Вишневий сад                                   | The Cherry Orchard                         | Яша                                       |
| 1999 | ф  | Ще один поцілунок                              | One More Kiss                              | Сем                                       |
| 2000 | ф  | Квіти від Гаррісона                            | Harrison's Flowers                         | Кріс Камек                                |
| 2000 | ф  | Дракула 2000                                   | Dracula 2000                               | Дракула / Юда Іскаріот                    |
| 2002 | ф  | Стрільці                                       | Shooters                                   | Джекі Молодший                            |
| 2002 | ф  | Влада вогню                                    | Reign of Fire                              | Кріді                                     |
| 2003 | ф  | Лара Крофт розкрадачка гробниць: колиска життя | Lara Croft Tomb Raider: The Cradle of Life | Террі Шерідан                             |
| 2003 | ф  | У пастці часу                                  | Timeline                                   | Андре Марек                               |
| 2004 | ф  | Привид опери                                   | The Phantom of the Opera                   | Привид                                    |
| 2004 | ф  | Любий Френкі                                   | Dear Frankie                               | незнайомець                               |
| 2005 | ф  | Гра їхнього життя                              | The Game of Their Lives                    | Френк Боргі                               |
| 2005 | ф  | Беовульф та Грендель                           | Beowulf & Grendel                          | Беовульф                                  |
| 2006 | ф  | 300 спартанців                                 | 300                                        | Леонід, цар Спарти                        |
| 2007 | ф  | Викуп                                          | Butterfly on a Wheel                       | Ніл Ренделл                               |
| 2007 | ф  | P. S. Я кохаю тебе                             | P.S. I Love You                            | Джеррі Кеннеді                            |
| 2008 | ф  | Острів Нім                                     | Nim's Island                               | Джек Русо / Алекс Ровер                   |
| 2008 | ф  | Рок-н-рольник                                  | RocknRolla                                 | Раз-Два                                   |
| 2009 | мф | Хранителі: Історія Чорної Шхуни                | Watchmen: Tales of the Black Freighter     | морський капітан (озвучення, реж. версія) |
| 2009 | ф  | Гола правда                                    | The Ugly Truth                             | Майк Чедвей                               |
| 2009 | ф  | Геймер                                         | Gamer                                      | Джон Кейбл Тілман                         |
| 2009 | ф  | Законослухняний громадянин                     | Law Abiding Citizen                        | Клайд Шелтон                              |
| 2010 | ф  | Полювання на колишню                           | The Bounty Hunter                          | Майло Бойд                                |
| 2010 | мф | Як приборкати дракона                          | How to Train Your Dragon                   | Стоїк (озвучення)                         |
| 2011 | ф  | Коріолан                                       | Coriolanus                                 | Тулл Ауфідій                              |
| 2011 | ф  | Проповідник з кулеметом                        | Machine Gun Preacher                       | Сем Чайлдерс                              |
| 2012 | ф  | Підкорювачі хвиль                              | Chasing Mavericks                          | Фрості Гессон                             |
| 2012 | ф  | Чоловік нарозхват                              | Playing for Keeps                          | Джордж Драєр                              |
| 2013 | ф  | Фільм 43                                       | Movie 43                                   | лепрекони (сегмент "Happy Birthday")      |
| 2013 | ф  | Падіння Олімпу                                 | Olympus Has Fallen                         | Майк Беннінг                              |
| 2014 | мф | Як приборкати дракона 2                        | How to Train Your Dragon 2                 | Стоїк (озвучення)                         |
| 2016 | ф  | Боги Єгипту                                    | Gods of Egypt                              | Сет                                       |
| 2016 | ф  | Падіння Лондона                                | London Has Fallen                          | Майк Беннінг                              |
| 2016 | ф  | Сім'янин                                       | A Family Man                               | Дейн Дженсен                              |
| 2017 | ф  | Геошторм                                       | Geostorm                                   | Джейк Лоусон                              |
| 2018 | ф  | Злодії                                         | Den of Thieves                             | «Великий Нік» О'Браєн                     |
| 2018 | ф  | Проклятий маяк                                 | The Vanishing                              | Джеймс                                    |
| 2018 | ф  | Хантер-Кіллер                                  | Hunter Killer                              | капітан Джо Гласс                         |
| 2019 | мф | Як приборкати дракона 3                        | How to Train Your Dragon: The Hidden World | Стоїк (озвучення)                         |
| 2019 | ф  | Падіння Янгола                                 | Angel Has Fallen                           | Майк Беннінг                              |
| 2020 | ф  | Гренландія                                     | Greenland                                  | Джон Герріті                              |
| 2021 | ф  | Хороший, поганий, коп                          | Copshop                                    | Боб Віддік                                |
| 2022 | ф  | Зникла                                         | Last Seen Alive                            | Вілл Спанн                                |
| 2023 | ф  | Рейс                                           | Plane                                      | капітан Броді Торранс                     |
| 2023 | ф  | Місія Кандагар                                 | Kandahar                                   | Том Гарріс                                |
| 2025 | ф  | Злодії 2: Пантера                              | Den of Thieves 2: Pantera                  | «Великий Нік» О'Браєн                     |
| 2025 | ф  | Як приборкати дракона                          | How to Train Your Dragon                   | Стоїк                                     |
| 2026 | ф  | Гренландія: Міграція                           | Greenland: Migration                       | Джон Герріті                              |
| 2027 | ф  | Як приборкати дракона 2                        | How to Train Your Dragon 2                 | Стоїк                                     |
|      | ф  | У Дантових руках                               | In the Hand of Dante                       |                                           |

Телебачення, документальні та короткий метр
| Рік       |     | Українська назва                         | Оригінальна назва                                                         | Роль                                      |
| --------- | --- | ---------------------------------------- | ------------------------------------------------------------------------- | ----------------------------------------- |
| 1998      | тф  | Маленька брехня на спасіння              | Little White Lies                                                         | Пітер                                     |
| 1998      | с   | Посібник для молоді, як стати рок-зіркою | The Young Person's Guide to Becoming a Rock Star                          | Марті Клеймор (6 епізодів)                |
| 1999      | с   | Непридатна для жінки робота              | An Unsuitable Job for a Woman                                             | Тім Болтон (Епізод: "Playing God")        |
| 1999—2000 | с   | Люсі Салліван виходить заміж             | Lucy Sullivan Is Getting Married                                          | Ґус (14 епізодів)                         |
| 2001      | тф  | Аттіла-завойовник                        | Attila                                                                    | Аттіла                                    |
| 2001      | кф  | Діамант Сахари                           | Jewel of the Sahara                                                       | капітан Чарльз Беламі                     |
| 2001      | кф  |                                          | Please!                                                                   | Пітер                                     |
| 2002      | с   | Присяжні                                 | The Jury                                                                  | Джонні Донні (6 епізодів)                 |
| 2005      | кф  |                                          | Needlework Pictures Presents Francesco Vezzoli in Gore Vidal's 'Caligula' | Кассій Херея                              |
| 2006      | док |                                          | Shadow Company                                                            | Джеймс Ешкрофт                            |
| 2006      | док |                                          | Wrath of Gods                                                             | у ролі самого себе                        |
| 2009      | с   | Суботнього вечора в прямому ефірі        | Saturday Night Live                                                       | гість (Епізод: "Gerard Butler / Shakira") |
| 2010      | мф  | Легенда про кістяного дракона            | Legend of the Boneknapper Dragon                                          | Стоїк (озвучення)                         |
| 2011      | мф  | Подарунок Нічної Люті                    | Dragons: Gift of the Night Fury                                           | Стоїк (озвучення)                         |
| 2019      | мф  | Повернення додому                        | How to Train Your Dragon: Homecoming                                      | Стоїк (озвучення)                         |
| 2024      | мс  |                                          | Ark: The Animated Series                                                  | Геюс Марселлус Нерва (3 епізоди)          |

### Продюсер
| Рік  |     | Українська назва           | Оригінальна назва         | Роль                |
| ---- | --- | -------------------------- | ------------------------- | ------------------- |
| 2006 | док | (короткометр.)             | Wrath of Gods             | співпродюсер        |
| 2009 | ф   | Законослухняний громадянин | Law Abiding Citizen       | продюсер            |
| 2011 | ф   | Проповідник з кулеметом    | Machine Gun Preacher      | виконавчий продюсер |
| 2012 | ф   | Підкорювачі хвиль          | Chasing Mavericks         | виконавчий продюсер |
| 2012 | ф   | Чоловік нарозхват          | Playing for Keeps         | продюсер            |
| 2013 | ф   | Падіння Олімпу             | Olympus Has Fallen        | продюсер            |
| 2015 | ф   | Вересні Шираза             | Septembers of Shiraz      | продюсер            |
| 2016 | ф   | Падіння Лондона            | London Has Fallen         | продюсер            |
| 2016 | ф   | Сім'янин                   | A Family Man              | продюсер            |
| 2018 | ф   | Злодії                     | Den of Thieves            | продюсер            |
| 2018 | ф   | Проклятий маяк             | The Vanishing             | продюсер            |
| 2018 | ф   | Хантер-Кіллер              | Hunter Killer             | продюсер            |
| 2019 | ф   | Вони повзуть за тобою      | Them That Follow          | продюсер            |
| 2019 | ф   | Падіння Янгола             | Angel Has Fallen          | продюсер            |
| 2020 | ф   | Гренландія                 | Greenland                 | продюсер            |
| 2021 | ф   | Хороший, поганий, коп      | Copshop                   | продюсер            |
| 2022 | ф   | Зникла                     | Last Seen Alive           | продюсер            |
| 2023 | ф   | Літак                      | Plane                     | продюсер            |
| 2023 | ф   | Місія Кандагар             | Kandahar                  | продюсер            |
| 2025 | ф   | Злодії 2: Пантера          | Den of Thieves 2: Pantera | продюсер            |
| 2026 | ф   | Гренландія: Міграція       | Greenland: Migration      | продюсер            |